# Igor Štiks
Igor Štiks (Sarajevo, 17. rujna 1977.), bosanskohercegovački i hrvatski pisac i politički filozof, znanstveni suradnik Sveučilišta u Edinburghu. Roman Elijahova stolica (2006.) mu je preveden na 15 jezika, i nagrađen književnim nagradama Ksaver Šandor Gjalski i Kiklop.

## Životopis
Rođen u Sarajevu. Za književnost i čitanje se počeo zanimati s 13 ili 14 godina, zbog izbijanja rata, kada je "svijet odraslih postao u potpunosti nerazumljiv". Diplomirao je filozofiju i komparativnu književnost na Filozofskom fakultetu u Zagrebu 2001. Doktorira na pariškom Institutu za političke studije 2009. Radio je kao asistent na Sveučilištu Northwestern u Chicagu, a na Sveučilištu u Edinburghu je znanstveni suradnik od 2009. Dobitnik je francuskog odlikovanja Vitez umjetnosti i književnosti.
Potpisnik je Deklaracije o zajedničkom jeziku, u kojoj se tvrdi da se u Hrvatskoj, Bosni i Hercegovini, Srbiji i Crnoj Gori govore nacionalne standardne varijante zajedničkog policentričnog standardnog jezika, i o kojoj je govorio na predstavljanju Deklaracije u Sarajevu i u Beogradu i u medijima.

## Stvaralaštvo
U prvom romanu Dvorac u Romagni (2000.) povezuje svijet talijanske renesanse i razdoblja Informbiroa na otoku Rabu, kroz naizmjenično pripovijedane priče o talijanskom piscu iz 16. stoljeća i rapskom svećeniku iz 20. stoljeća. "Dvorac u Romagni" je proglašen najboljim debitantskim romanom, nominiran za međunarodnu knjižnu nagradu u Dublinu (International IMPAC Dublin Literary Award) i preveden na engleski, njemački, španjolski i turski. 
Drugi Štiksov roman Elijahova stolica (2006.) je priča o 50-godišnjem piscu koji početkom 1990-ih traga za pravim ocem i identitetom, što ga dovodi u Sarajevo u kojem upravo počinje rat. Knjiga je osvojila nagradu Kiklop, i nagradu Ksaver Šandor Gjalski kao najbolje prozno ostvarenje u Hrvatskoj 2006. Prevedena je na 15-ak jezika: "Ullstein Verlag" (njemački), "Destino" (španjolski), "Galaade" (francuski), "De Bezige Bij" (nizozemski), "Mentre Alma dorme" (talijanski), "W.A.B." (poljski), "Mlada fronta" (češki), "Magveto" (mađarski), "Beletrina" (slovenski), "Panorama" (bugarski), "Ili-Ili" (makednoski), "Mansarda" (finski), "Knigi XXI" (ukrajinski), "The Judgment of Richard Richter" (engleski) i dr. Engleski prijevod u izdanju Amazon crossinga je u kolovozu 2017. uvršten u ponudu Kindle store-a, te u nekoliko tjedana postao najprodavaniji e-naslov u kategoriji povijesnih romana.
Radnja njegovog trećeg romana "Rezalište" (2017.) se odvija tijekom jedne večere u malom balkanskom gradiću, na kojoj se svijetom raštrkana neimenovana obitelj okupila nakon 25 godina. Knjiga je nastala na temelju ranijeg Štiksovog dramskog teksta "Brašno u venama", koji je 2015. postavljen na sceni Sarajevskog ratnog teatra u režiji Borisa Liješevića. Autor je zbirke pjesama "Povijest poplave" (2008) te kritičkih eseja i književnih osvrta.
Štiksov akademski rad je vezan uz područje političke filozofije, u kojoj istražuje koncepte državljanstva i građanstva. Knjiga "Državljanin, građanin, stranac, neprijatelj: jedna povijest Jugoslavije i postjugoslavenskih država" (2016) izvorno je objavljena na engleskom kao "Nations and Citizens in Yugoslavia and the Post-Yugoslav States: One Hundred Years of Citizenship" 2015. godine. S profesoricom europskog prava i društvenih znanosti Jo Shaw je uredio zbornik "Državljanstvo nakon Jugoslavije" (Citizenship after Yugoslavia, 2012) i "Citizenship Rights" (Prava državljanstava, 2013.) Uz Srećka Horvata, suator je polemičke knjige "Pravo na pobunu: uvod u anatomiju građanskog otpora" (2010.) i zbornika "Dobro došli u pustinju postsocijalizma" (2015., izvorno "Welcome to the Desert of Post-socialism: Radical Politics After Yugoslavia").